# Kristalstructuur

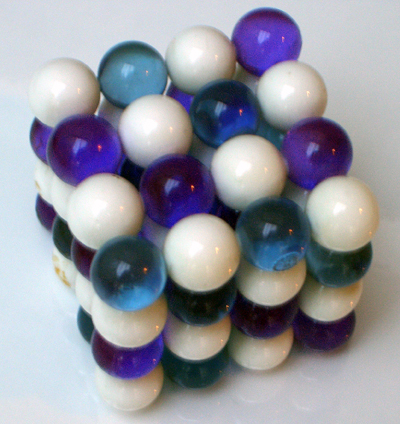
Kubisch vlakgecentreerde kristalstructuur van keukenzout NaCl. Als het rooster zoals hier uit ionen bestaat, spreekt men van een ionrooster.

Veel vaste stoffen hebben een kristalstructuur of kristalrooster. Dergelijke stoffen bestaan uit een regelmatig patroon van deeltjes:  moleculen, atomen of ionen. De structuur van een kristal,  kristalgroei en andere macroscopische eigenschappen zijn het onderwerp van de kristallografie.
Vanwege hun regelmatige opbouw ligt het voor de hand de plaats van de roostervormende deeltjes in een assenstelsel aan te duiden. Dit kan een rechthoekig stelsel zijn, maar ook een scheef stelsel is mogelijk, al naargelang de ligging van de deeltjes. Er zijn in totaal zeven mogelijke kristalstelsels. De gestapelde eenheden in een kristalstructuur worden eenheidscellen genoemd.
De regelmatige stapeling van eenheidscellen wordt translatiesymmetrie genoemd. Daarnaast is er ook de interne symmetrie binnen de eenheidcellen. Het geheel van alle symmetrie heet kristalstructuursymmetrie. De symmetrie heeft onder meer als gevolg dat de gehele structuur van het kristal kan worden beschreven als de inhoud van één eenheidscel of zelfs een gedeelte daarvan, soms aangevuld met een beschrijving van de verschillen, die meestal maar klein zijn, tussen eenheidscellen.
Röntgenkristallografie of röntgendiffractie is een techniek om de kristalstructuur van een vaste stof te bepalen. Kristalstructuren van bijna 1.000.000 organische verbindingen zijn reeds bepaald en in de Cambridge Structural Database opgeslagen.
Een vaste stof waarin zich geen kristallen hebben gevormd, is een amorfe vaste stof: glas is daarvan een voorbeeld. In een LCD-scherm komen kristallen in vloeibare vorm voor.

## Kristaloriëntatie

Kristalvlakken met hoge dichtheid

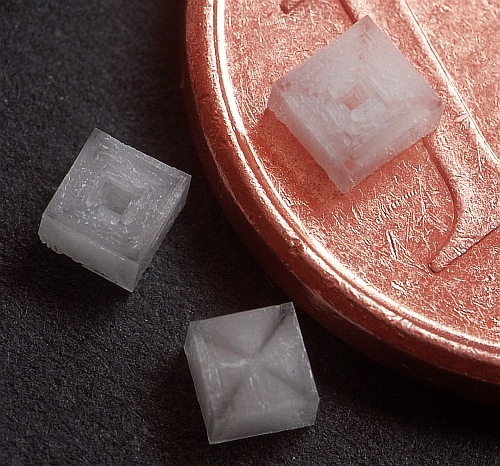
Kleine kubische keukenzoutkristallen naast een muntstuk van 1 eurocent

De kristallografische richtingen zijn geometrische lijnen die roosterpunten, met atomen, ionen of moleculen, van een kristal met elkaar verbinden. Vergelijkbaar zijn de kristallografische vlakken geometrische vlakken die roosterpunten verbinden. De kristalrichtingen en -vlakken van de kleine kristallieten, dat zijn korrels, bepalen in een polykristallijn de kristaloriëntatie ten opzichte van elkaar. De mate van kristaloriëntatie wordt beschreven als de textuur. De algemene notatie die voor de richting en de vlakken worden gebruikt is de miller-index.

### Kristalvlakken met hoge dichtheid
Sommige richtingen en vlakken hebben een hogere dichtheid van roosterpunten. Deze vlakken met hoge dichtheid hebben als volgt invloed op het gedrag van het kristal:
- optische eigenschappen: de brekingsindex is direct afhankelijk van de dichtheid, of periodische dichtheidsfluctuaties.
- adsorptie en reactiviteit: fysische adsorptie en chemische reacties vinden plaats op of nabij oppervlakte-atomen of moleculen. Deze verschijnselen zijn dus gevoelig voor de dichtheid van roosterpunten.
- oppervlaktespanning: de condensatie van een materiaal betekent dat de atomen, ionen of moleculen stabieler zijn als ze worden omringd door andere vergelijkbare materialen. De oppervlaktespanning van een grensvlak varieert dus afhankelijk van de dichtheid op het oppervlak.
- roosterdefecten: poriën en korrels hebben de neiging om rechte korrelgrenzen te vormen, die langs kristalvlakken met een hogere dichtheid lopen.
- splijting en splijtbreuk: dit gebeurt typisch bij voorkeur parallel aan vlakken met een hogere dichtheid.
- plastische deformatie: afschuiving van dislocaties vindt bij voorkeur parallel aan vlakken met een hogere dichtheid plaats. De verstoring die wordt gedragen door de dislocatie, gegeven door de burgersvector, is langs een dichte richting. De verschuiving van een roosterpunt in een richting met hogere dichtheid vereist een kleinere vervorming van het kristalrooster.

## Kristalsymmetrie

Een kristalrooster kan worden beschreven als een patroon dat wordt gerepliceerd op de roosterpunten van een rooster.

In een kristalrooster kunnen we een groep roosterpunten vinden die dezelfde symmetrieën heeft als het hele rooster: een eenheidscel.

Kristalstructuren worden gekenmerkt door hun symmetrie. Er zijn twee vormen van symmetrie:
- translatiesymmetrie tussen de eenheidscellen
- interne symmetrie tussen verschillende delen van de eenheidscel

### Translatiesymmetrie
Translatiesymmetrie houdt in dat men dezelfde structuureenheid telkens opnieuw tegenkomt wanneer men in het kristal een stukje verder kijkt of transleert. Deze translatiesymmetrie wordt het best beschreven met een eenheidsvector of celribbe. Omdat het kristal driedimensionaal is zijn er voor een volledige beschrijving van de translatiesymmetrie drie eenheidsvectoren nodig. Kristallen of mineralen die dezelfde patronen in hun structuur vertonen, behoren tot hetzelfde kristalstelsel.
Gezamenlijk vormen deze vectoren een parallellepipedum, een balk of een kubus, die de eenheidscel wordt genoemd. De drie eenheidsvectoren (a, b, c) worden de celribben of celconstanten genoemd. Afhankelijk van de aan- of afwezigheid van rotatiesymmetrie kunnen de ribben willekeurige hoeken (α, β, γ) met elkaar vormen of staan ze loodrecht op elkaar. Ook aan hun relatieve lengte zijn, afhankelijk van de totale symmetrie, beperkingen opgelegd. De ribben en hoeken kunnen in een kristallografisch assenstelsel worden uitgezet. De volgende kristalstelsels zijn mogelijk:
- triklien (a, b, c, α, β, γ willekeurig)
- monoklien (a, b, c, β willekeurig, α = γ = 90°)
- orthorombisch (a, b, c willekeurig, α = β = γ = 90°)
- tetragonaal (a = b, c willekeurig, α = β = γ = 90°)
- trigonaal (a = b = c, α = β = γ)
- hexagonaal (a = b, c willekeurig, α = β = 90° γ = 120°)
- kubisch (a = b = c, α = β = γ = 90°)

De kristallografie streeft ernaar de hoogst mogelijke symmetrie te gebruiken voor de beschrijving van een gegeven kristalrooster. Waar mogelijk, worden de kortste assen a, b en c gebruikt die het rooster correct beschrijven.
Soms kan een gegeven kristalstructuur worden beschreven met een hogere symmetrie, door het volume van de eenheidscel te vermenigvuldigen met 2, 3 of 4, met een centrering. Dit resulteert dan in een zogenaamd niet-primitief rooster. Er zijn 14 combinaties van roosters met centreringen, de zogenaamde Bravaisroosters.

### Interne symmetrie
De interne symmetrie tussen verschillende delen van de eenheidscel kan de vorm aannemen van respectievelijk een inversie: het omkeren van alle drie de ruimtecoördinaten; een spiegeling: het omkeren van een ruimtecoördinaat loodrecht op een denkbeeldig vlak; en een rotatie: het draaien van de ruimte om een denkbeeldige lijn. Omdat een kristalstructuur altijd ook translatiesymmetrie heeft, komen alleen 2-, 3-, 4- en 6-tallige rotatiesymmetrie voor.
Spiegeling en rotatie kunnen ook gelijktijdig optreden.
Kristalstructuren kunnen verschillende symmetrie-elementen hebben:
- Een trikliene kristalstructuur vertoont alleen inversiesymmetrie
- Een monokliene kristalstructuur heeft een 2-tallige rotatie of een spiegeling of een combinatie van de twee
- Een orthorombische structuur heeft drie 2-tallige rotaties of twee 2-tallige rotaties en een spiegeling, of drie spiegelingen
- Een tetragonale structuur heeft ten minste een 4-tallige rotatie
- Een romboëdrische of een hexagonale structuur heeft ten minste een 3-tallige rotatie
- Een kubische structuur heeft ten minste een 3-tallige rotatie (langs de lichaamsdiagonaal van de kubus) en drie 2- of 4-tallige rotaties langs de drie assen en/of drie spiegelvlakken loodrecht op de assen.

Alle mogelijke combinaties van roostertypen, samen met alle combinaties van interne symmetrie die daarin voor kunnen komen, vormen in totaal precies 230 ruimtegroepen.

## Classificatie van roosters en stelsels
Er zijn in totaal zeven verschillende kristalstelsels, die in 14 Bravaistralies worden verdeeld. Deze roosters en stelsels staan in onderstaande tabel weergegeven. De verschillende Bravaistralies worden door hun Pearson-symbool aangegeven, de dikgedrukte letters onder kristal.
| Kristalstelsel | Primitief                | Ruimtelijk gecentreerd                | Grondvlak gecentreerd                | Vlakken gecentreerd                |
| triklien       | Triklien                 |                                       |                                      |                                    |
| triklien       | aP                       |                                       |                                      |                                    |
| monoklien      | Monoklien, primitief     |                                       | Monoklien, gecentreerd               |                                    |
| monoklien      | mP                       |                                       | mS                                   |                                    |
| orthorombisch  | Orthohombisch, primitief | Orthohombisch, ruimtelijk gecentreerd | Orthohombisch, grondvlak gecentreerd | Orthohombisch, vlakken gecentreerd |
| orthorombisch  | oP                       | oI                                    | oS                                   | oF                                 |
| hexagonaal     | Hexagonaal               |                                       |                                      |                                    |
| hexagonaal     | hP                       |                                       |                                      |                                    |
| trigonaal      | Romboëdrisch             |                                       |                                      |                                    |
| trigonaal      | hR                       |                                       |                                      |                                    |
| tetragonaal    | Tetragonaal, primitief   | Tetragonaal, ruimtelijk gecentreerd   |                                      |                                    |
| tetragonaal    | tP                       | tI                                    |                                      |                                    |
| kubisch        | Kubisch, primitief       | Kubisch, ruimtelijk gecentreerd       |                                      | Kubisch, vlakken gecentreerd       |
| kubisch        | primitief kubisch cP     | kubisch ruimtelijk gecentreerd cI     |                                      | kubisch vlakgecentreerd cF         |

## Websites
- (en)  F Hoffmann en M Sartor op YouTube. The Fascination of Crystals and Symmetry. 7 hoofdstukken.